# Aphorismes
Aphorismes opus 13 est un cycle de dix pièces pour piano de Dmitri Chostakovitch. Composé en 1927, il combine un style d'avant-garde avec des touches baroques.

## Analyse de l'œuvre
1. Récitatif : Dialogues entre plusieurs thèmes.
2. Sérénade : Pièce monodique avec des changements de rythme ininterrompus.
3. Nocturne : Fougueux et très lyrique
4. Élégie : Miniature en style d'orgue.
5. Marche funèbre : Mélange de douleur et de grotesque typique du compositeur.
6. Étude : Intervalles brisés à la basse et staccatos de quintes à la main droite sur un rythme effréné.
7. Danse macabre : Sur un rythme de valse, le thème du dies irae.
8. Canon : Sur trois portées, écriture elliptique.
9. Légende:  Dialogue murmuré et mystérieux note contre note.
10. Berceuse : modal sur une basse de passacaille dans le style baroque.